# Ahmed Tazir
Pour les articles homonymes, voir Tazir (homonymie).
 (mai 2023).
Si vous disposez d'ouvrages ou d'articles de référence ou si vous connaissez des sites web de qualité traitant du thème abordé ici, merci de compléter l'article en donnant les références utiles à sa vérifiabilité et en les liant à la section « Notes et références ».
Ahmed Tazir est un journaliste français. né le 20 juillet 1975.
Reporter à France Télévision (France 2 et France 3) pendant 7 ans , il a travaillé au service politique intérieure, à Télématin et au JT Nuit. 
Auparavant il a été présentateur des journaux sur La Chaîne parlementaire (LCP), sur TV5, et sur iTélévision (groupe Canal+), et s'est spécialisé en politique. 
En 2007, il part en Algérie et ouvre le premier bureau à Alger de la chaîne France 24 dont il sera le correspondant pendant 5 ans . 
De retour à Paris en 2012, il réalise  5 documentaires politiques : Itinéraire d'un président (un portrait de François Hollande) ,  Couleur Assemblée sur la diversité aux législatives,  "RSA : un revenu sans activité ?"  ou  "CMU : soins interdits ?"  et  " Ma cité confinée : Plongée au cœur de la cité Pablo Picasso à Nanterre, en plein confinement , tous diffusés  sur LCP.
Il intervient depuis 2013 essentiellement sur LCP, où il présente l'émission Europe_Hebdo.